# Władysław Marek (1919–2009)
Władysław Marek (ur. 30 listopada 1919 w Będuszu, zm. 2009) – polski rolnik, poseł na Sejm PRL IV kadencji.

## Życiorys
Uzyskał wykształcenie podstawowe, prowadził własne gospodarstwo rolne. Został członkiem Zjednoczonego Stronnictwa Ludowego. W 1965 uzyskał mandat posła na Sejm PRL z okręgu Zawiercie. W trakcie kadencji zasiadał w Komisji Przemysłu Ciężkiego, Chemicznego i Górnictwa. Odznaczony Brązowym Krzyżem Zasługi oraz Odznaką 1000-lecia Państwa Polskiego.
Zmarł w 2009.